# ديبرا مورغان

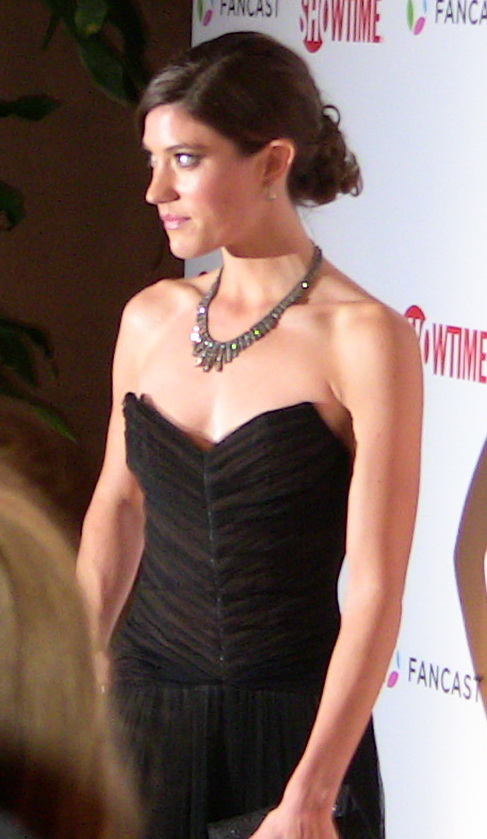
ديبرا مورغان

ديبرا مورغان، وهي اخت ديكستر مورغان بالتبني وتعمل في مركز شرطة ميامي غالبًا ما كانت ديبرا هي ضمير المسلسل، حيث وفرت الإحساس الأخلاقي الصحيح للعدالة، بينما اتبع دكستر وسائل أكثر قتامة. كان تورطها في المؤامرة موازيًا لدكستر، حيث كانوا يطاردون نفس القتلة في كثير من الأحيان. بينما كانت نيتها تقديمهم إلى العدالة، سعى دكستر إليهم لإرضاء راكبه المظلم.على الرغم من كونها ذكية، إلا أنها غير متأكدة من نفسها، لذا تعتمد بدلاً من ذلك على خبرة دكستر التي تبدو غير محدودة على القتلة لحل القضايا الصعبة. تم تعيينها في البداية إلى النيابة، وهي في أمس الحاجة إلى نقلها إلى جريمة القتل. بعد أن قام توماس ماثيوز بترقيتها، اكتسبت الثقة في نفسها واعتمادًا أقل على قدرات دكستر وأكثر على نفسها. تطور ديبرا علاقة وثيقة مع رجل يدعى رودي كوبر، وهو في الواقع براين موسر، قاتل شاحنة الثلج. لم تدرك أن رودي تواعدها من أجل الاقتراب من دكستر، وتقع في حبه. في "Truth Be Told"، تقترح رودي على ديبرا، وقد قبلتها، ولكن بعد ذلك يتم اختطافها على الفور من قبله. تلتزم ديبرا بالطاولة بنفس الطريقة التي يقتل بها دكستر ضحاياه، بينما يضغط بريان على دكستر لإنهاء حياتها. في العرض، كانت غير واعية ولكن في ديكستر الغامض الحالم، كانت مستيقظة تمامًا واكتشفت أن ديكستر قاتل. تتأثر ديبرا بشدة بخيانة رودي، وتنتقل للعيش مع ديكستر خوفًا من أن تكون بمفردها.كانت ديبرا ضعيفة بشكل خاص في بداية الموسم الثاني، ولا تزال تتعافى من محنتها مع قاتل شاحنة الثلج. تدفن نفسها في العمل، وتخشى من غابرييل بوسكي عندما تبدأ علاقة معه. تشعر ديبرا أنها ليست محققة جيدة لأنها لم تكتشف أن خطيبها كان قاتلًا متسلسلًا لكن العميل الخاص فرانك لوندي يخبرها بخلاف ذلك. في منتصف الموسم، تطور علاقة عاطفية بين «ديبرا» و «لوندي». أثناء إقامتها في شقة ديكستر، ظلت ديبرا تترك المكان في حالة من الفوضى لدرجة أن ديكستر يقول نصف مازحا «لن أقتل أختي». في نهاية الموسم، استعادت ديبرا ثقتها وعاد عملها الشرطي إلى نقطة الصفر. إنها مصممة أكثر من أي وقت مضى على كسب درع المخبر. ومع ذلك، فهي مستاءة للغاية عندما يغادر فرانك لوندي ميامي بسبب عمله.مع بدء الموسم الثالث، تم قص شعر ديبرا حتى الكتفين. لقد «أقسمت على الرجال، والخمور، والتدخين» وهي أكثر موتًا في كسب درع المباحث الفضي. تعمل مع شريك جديد، المحقق جوي كوين، الذي يضايقها ويجذبها. سرعان ما اتصل بها يوكي أمادو، ضابط الشؤون الداخلية، وأخبرها أن شريكها كوين، يخضع للتحقيق باعتباره شرطيًا قذرًا، لكن ديبرا ترفض مساعدة أمادو.تعد ديبرا في الأصل جزءًا من الفريق الذي يحقق في مقتل أوسكار شقيق ميغيل برادو، ولكن بسبب افتقارها إلى اللباقة ومهارات التعامل مع الأشخاص، تم استبعادها من القضية بواسطة المحقق الرقيب باتيستا الذي تم ترقيته حديثًا. لحسن الحظ بالنسبة لها، تم العثور على أن القضية التي تم تكليفها بها (قتل امرأة شابة) مرتبطة بقضية السالخ. أثناء العمل مع أنطون بريجز، سي آي، بدأوا علاقة تعرض حياتها المهنية للخطر. ومع ذلك، نظرًا لنجاحها في قضية السالخ، فقد تم منحها درعًا بوليسيًا.خلال محادثة بين ديبرا ودكستر، ذكر أن والدها نام مع أحد مخبريه السريين. هذا يصدم ديبرا وهي تعبد هاري. مدفوعًا لمعرفة هوية المرأة، تطلب ديبرا من فرانسيس الملفات الموجودة على سي آي سي السابق لهاري. ويبدأ في إجراء مقابلات معهم. أحد الملفات هو لورا موسير (غير معروف لها حتى الآن أنها والدة Dexter البيولوجية).وفي الوقت نفسه، فإن علاقتها مع أنطون على أرضية متزعزعة، خاصةً عندما يحصل على حفلة في المدينة بدلاً من سفينة سياحية. يسعد أنطون بقضاء المزيد من الوقت مع ديبرا، لكنها متضاربة لأن فرانك لوندي عاد إلى ميامي لمطاردة الثالوث القاتل. أثناء العمل مع لوندب في القضية، تتورط ديبرا مرة أخرى معه. سرعان ما تم إطلاق النار عليها هي ولوندي من قبل مهاجم مجهول في البداية يشتبه في أنهما قتلة الإجازات. يموت لوندي، لكن ديبرا تتعافى لاحقًا. أثناء وجودها في المستشفى، اعترفت ديبرا لأنطون بأنها نامت مع لوندي، وانفصلا.تبدأ الشرطة في الشك في أن الثالوث القاتل هو مطلق النار. ومع ذلك، تكتشف ديبرا أن ترينيتي لا يمكن أن تكون مطلق النار لأن جرح الرصاصة لديها هو خط أفقي. هذا يقنعها أن مطلق النار هو شخص أقصر من ترينيتي، على غرار ارتفاع ماسوكا. خلال عشاء عيد الشكر، تتذكر ديبرا محادثة مع كريستين هيل. تدرك ديبرا أن معرفة كريستين بإطلاق النار لم يتم الكشف عنها خارج قسم الشرطة. هذا يقودها إلى الاعتقاد بأن كريستين هي مطلق النار. تم دعم هذا لاحقًا عندما تم الكشف عن أنها ابنة الثالوث. عندما تواجه ديبرا كريستين، اعترفت بأنها مطلق النار، قبل لحظات من إطلاق النار على رأسها.
بعد حل قضية مقتل فرانك لوندي، استأنفت ديبرا بحثها عن هاري سي آي. علمت بمقتل لورا موسر، واكتشفت أن دكستر وقاتل شاحنة الثلج هما شقيقان. لقد نقلت هذه المعلومات إلى دكستر الذي يتصرف بصدمة كاملة، رغم أنه كان يعرف ذلك بالفعل.